# Редько, Олег Григорьевич
Олег Григорьевич Редько (род. 21 января 1969 года) — российский футболист, полузащитник.
Бо́льшую часть карьеры провёл в пикалёвском «Металлурге». Выступал за команду в первенстве КФК (1992—1993, 1996—1997, 2000, 2002), третьей лиге (1994, 1995), втором дивизионе (2003). На профессиональном уровне также играл за «Сатурн-1991» (1995 — первая лига), «Спартак-Орехово» Орехово-Зуево (1998 — второй дивизион, 1999 — первый дивизион). В сезоне 2001/02 вместе с Михаилом Матвеевым, Игорем Суховеем и Сергеем Кондратьевым выступал за клуб чемпионата Вьетнама «Биньдинь». С 2004 года играл за любительские клубы Санкт-Петербурга и области.
Двукратный финалист Кубка МРО «Северо-Запад» (2000, 2001).